# 외연열도

외연 열도(外煙列島)는 충청남도 보령시 오천면 외연도리에 속해 있는 도서 지역이다. 외연도(外煙島) · 대청도(大靑島) · 수도(水島) · 초망도(草芒島) · 횡견도(橫見島) · 오도(梧島) · 무마도(貿馬島) 등으로 구성되어 있다. 이 지역에 거주하는 주민의 대부분은 어업에 종사하고 있다. 가까운 바다에서는 새우 · 조기 등이 많이 잡히며, 김 양식업이 발달하였다. KBS 해피선데이의 1박 2일 촬영지로도 알려져 있다.

## 외연 열도의 상록수림
보령 외연도 상록수림은 대한민국의 천연기념물이다.